# Пармотрема перлинова
Пармотрема перлинова, пармотрема китайська (Parmotrema perlatum) — вид лишайників родини пармелієві (Parmeliaceae).

## Поширення
Вид поширений на усіх материках крім Антарктиди. В Україні відомий на Закарпатті та у Карпатах.

## Опис
Слань великолистувата, зазвичай невизначеної форми, 5-10 см завширшки, порівняно слабо прикріплена до субстрату, глибоко розділена на лопаті. Лопаті широкі, 10 - 15 мм, зазвичай загорнуті і налягають один на одну, з нерівними, хвилястими і піднятими краями, що засаджені рідкісними чорними війками, 1-2 мм довжиною. Верхня поверхня слані сіра, сірувато-зеленувата, рідше білувато сіра, слабоблискуча або матова, гладка або злегка зморшкувата. Нижня поверхня темно-коричнева, чорна, злегка блискуча. Серцевина біла. Сораль головчаста або півголовчаста, іноді зливається разом, розвивається на кінцях лопатей. Апотецій розвивається рідко.

## Екологія
Росте на корі верби прутовидної (Salix viminalis) у багаторічних лісах.

## Охорона
Вид занесений до Червоної книги України зі статусом «Рідкісний». Охороняється на території Карпатського біосферного заповідника та Карпатського національного природного парку».